# Liste der Mitglieder der American Academy of Arts and Sciences/1930
Im Jahr 1930 wählte die American Academy of Arts and Sciences 25 Personen zu ihren Mitgliedern.

## Neu gewählte Mitglieder
- LeRoy Abrams (1874–1956)
- Alfredo Casella (1883–1947)
- David Cheever (1876–1955)
- John Erskine (1879–1951)
- Henry Clinton Fall (1862–1939)
- Philip Franklin (1898–1965)
- Thomas Hovey Gage (1865–1938)
- James Geddes, Jr. (1858–1948)
- William Henry Paine Hatch (1875–1972)
- Frank Baldwin Jewett (1879–1949)
- Louis Edouard Lapicque (1866–1952)
- Archibald Byron Macallum (1858–1934)
- Lafayette Benedict Mendel (1872–1935)
- Lyman Churchill Newell (1867–1933)
- Greenleaf Whittier Pickard (1877–1956)
- Harry Hemley Plaskett (1893–1980)
- George Edmond Russell (1877–1953)
- James Hugh Ryan (1886–1947)
- George Augustus Sanderson (1863–1932)
- Karl Sax (1892–1973)
- Torald Hermann Sollmann (1874–1965)
- Aurel Stein (1862–1943)
- Dirk Jan Struik (1894–2000)
- Fritz Bradley Talbot (1878–1964)
- Ernest Hatch Wilkins (1880–1966)